# Ulvik
Ulvik este o comună din provincia Vestland, Norvegia.